# مازوباغ‌سر
مازوباغسر، روستایی است از توابع بخش مرکزی شهرستان رامسر در استان مازندران ایران.

## جمعیت
این روستا در دهستان چهل‌شهید قرار دارد و براساس سرشماری مرکز آمار ایران در سال ۱۳۸۵، جمعیت آن ۱۸۴ نفر (۵۷خانوار) بوده‌است.
کاراغلب مردم آن کشاورزی و دامداری می‌باشد 
محصولات عمده آن مرکبات، چای، کیوی، عسل و محصولات دامی می‌باشد 